# إيمي ألين (لاعبة كرة قدم مواليد 2002)
إيمي ألين (من مواليد 25 أكتوبر 2002) هي لاعبة كرة قدم أمريكية محترفة تلعب كحارسة مرمى لفريق باي إف سي في الدوري الوطني لكرة القدم للسيدات (NWSL). لعبت موسمين في كرة القدم الجامعية لفريق نورث كارولينا تار هيلز، والذي ساعدته في الوصول إلى مباراة اللقب الوطني لعام 2022.